# لئون، گوآناخوآتو
لئون (به اسپانیایی: León) از شهرهای کشور مکزیک است. لئون در ایالت گوآناخوآتو قرار دارد. مساحت این شهر ۱٫۲۱۹٫۶۷ کیلومترمربع است.